# Weed (Kalifornija)
Weed je grad u američkoj saveznoj državi Kalifornija. Prema popisu stanovništva iz 2010. u njemu je živjelo 2.967 stanovnika.